# Julia Levy-Boeken
Pour les articles homonymes, voir Julia Levy, Boeken et Levy.
Julia Levy-Boeken, née le 3 janvier 1985 dans le 14e arrondissement de Paris est une actrice française. Elle est la fille du producteur hollandais Ludi Boeken et de la journaliste française Annette Levy-Willard.

## Filmographie

### Cinéma
- 1997 : Lucie Aubrac de Claude Berri : Julia Boeken
- 2001 : Les Fantômes de Louba de Martine Dugowson : Louba (adolescent)
- 2007 : I'm Calling Frank de Peter G. Neil :  Misty
- 2009 : Road Trip: Beer Pong (vidéo) de Steve Rash :  Jenna
- 2013 : World War Z de Marc Forster : une réfugiée du camp israélien
- 2014 : Prêt à tout de Nicolas Cuche : la blonde en Thaïlande
- 2016 : Ils sont partout d'Yvan Attal : la bombe atomique interviewée
- 2018 : La Surface de réparation de Christophe Régin : Anissa

### Télévision
- 2004 : Second Time Around :  Renee (1 épisode)
- 2005 : Alias : Martina (1 épisode)
- 2005 : Malcolm : Inge (1 épisode)
- 2006 : DOS : Division des opérations spéciales : Erika (1 épisode)
- 2007 : Ha-Alufa (saison 2, épisode 01) : Nicky Godar
- 2007 - 2008 : Entourage : Jacqueline (3 épisodes)
- 2009 : Revivre : Perla Elbaz (mini-série, 1 épisode)
- 2012 : Allenby St. : Stephanie (1 épisode)